# Oppiella primorica
Oppiella primorica är en kvalsterart som först beskrevs av Golosova 1969.  Oppiella primorica ingår i släktet Oppiella och familjen Oppiidae. Inga underarter finns listade i Catalogue of Life.